# Sora Tob Sakana
sora tob sakana est un groupe de musique composé de trois idoles japonaises formé en 2014, par Flying Penguin Records (zizoo).

## Histoire
Le groupe sora tob sakana est créé en juillet 2014 par les cinq filles : Mio Satō, Natsuka Teraguchi, Yuiko Konishi, Maraika Kazamarei et Fuka Kanzaki dont leur âge moyen était de treize ans. Le groupe est également connu sous le surnom de Sakana (サカナ), ce qui peut être traduit par « poisson », dont le symbole apparaît d'ailleurs sur son logo.
Elles constituent le second groupe issu du Frappe Idol Project (ふらっぺidolぷろじぇくと) et sont produites par Yoshimasa Terui (hasuinonasa, Annabel).
Les filles sont apparues en ouverture d'un concert des SiAM&POPTUNe en juillet 2014. Leur première chanson originale Dash!!!! est sortie en septembre 2014.
Yuiko Konishi a effectué sa graduation en février 2015. En conséquence, Mana Yamazaki a rejoint le groupe d'idoles en tant que nouvelle membre quelques jours plus tard.
Le 1er one-man live du groupe s'est déroulé en juillet 2015.
Mio Satō a effectué sa graduation au cours de ce concert.
Le groupe d'idoles signe sous le label Fujiyama Project Japan en août 2015.
Le premier single du groupe Yozora wo Zenbu (夜空を全部) est sorti en octobre 2015. Son second single Mahō no Kotoba (魔法の言葉) a été mis en vente en février 2016.
Le groupe réalise son premier album, un album éponyme sora tob sakana qui sort en juillet 2016 et se classe 110e à l'Oricon et s'y maintient en trois semaines.
Le second one-man live de sora tob sakana a lieu le 23 juillet 2016 au Tokyo WWW.
Le groupe fait des débuts en major en 2018 avec la sortie de son 2e mini album alight ep (en mai) chez Warner Bros. Entertainment.

## Membres
- Natsuka Teraguchi (寺口夏花, Teraguchi Natsuka?) : née le 19 août 2000 (24 ans)
- Fuka Kanzaki (神埼風花, Kanzaki Fuka?) : née le 28 septembre 2001 (23 ans)
- Mana Yamazaki (山崎愛, Yamazaki Mana?) : née le 16 juin 2003 (22 ans) (elle remplace Yuiko Konishi le 16 février 2015)

Anciens membres
- Yuiko Konishi (小西結子, Konishi Yuiko?) : née le 31 août 2000 (24 ans) (quitte le groupe le 11 février 2015)
- Mio Satō (佐藤美緒, Satou Mio?) : née le 9 juillet 2000 (24 ans) (quitte le groupe le 20 juillet 2015)
- Maraika Kazamarei (風間玲マライカ, Kazamarei Maraika?) : née le 5 juin 2001 (24 ans) (quitte le groupe le 6 mai 2019)

## Discographie

### Albums
Album
Indie
Major
Mini-albums
Indie
Major

### Singles
Indies
Major